# Wstężyk austriacki
Wstężyk austriacki, ślimak austriacki (Caucasotachea vindobonensis) – gatunek ślimaka trzonkoocznego z rodziny ślimakowatych (Helicidae).

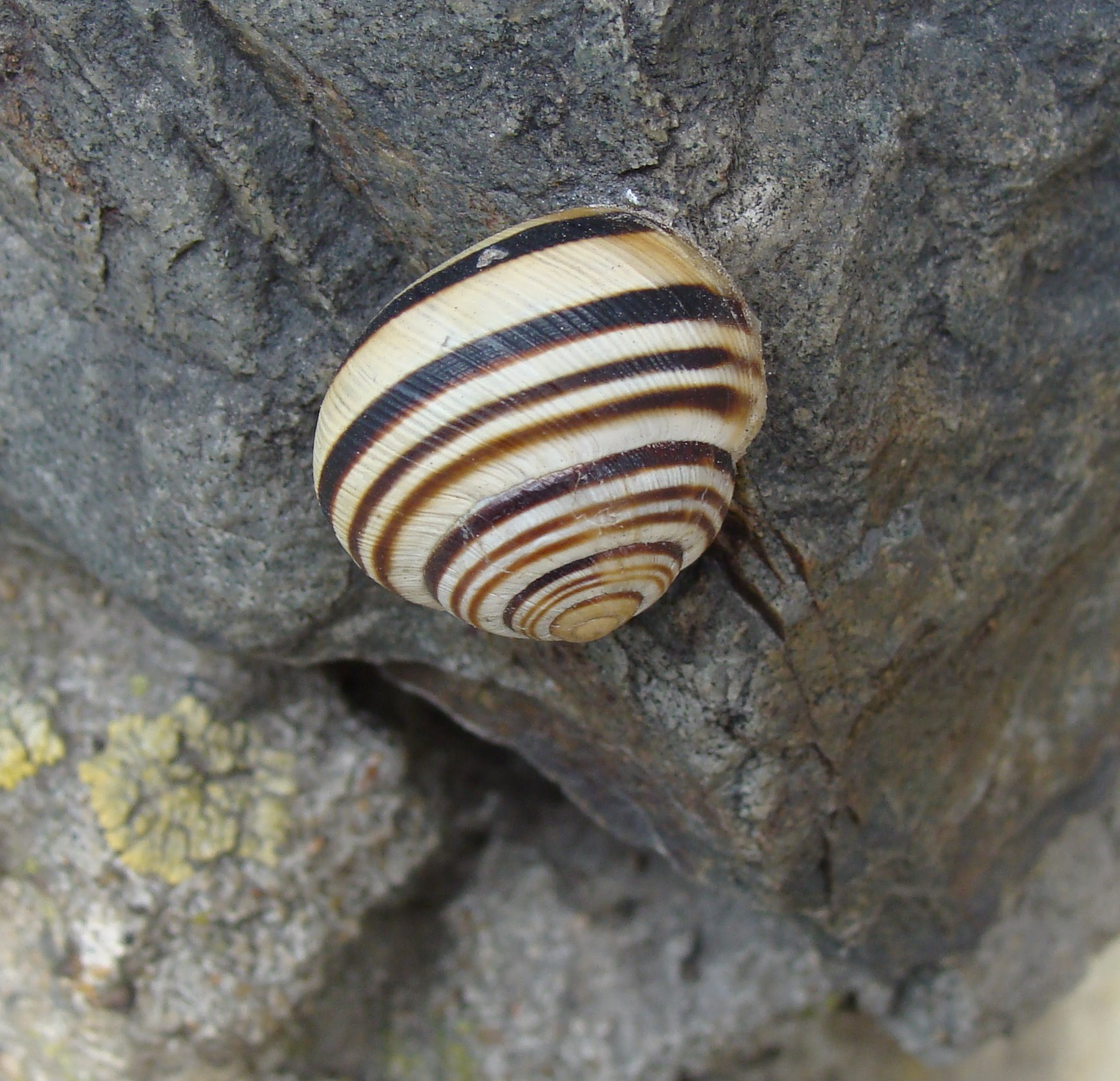
W razie upału ślimak otacza się śluzową, wysychającą błonką i zasypia

Skorupka normalnie wykształcona, biała lub lekko żółtawa o zmiennej liczbie brunatnych lub jaśniejszych pasków. Paski mogą się zlewać lub zanikać, najwięcej ich, bo do pięciu, występuje na ostatnim skręcie (tym z otworem). Muszla 20 do 26 mm szerokości i 17 do 24 mm wysokości. Dołek osiowy zakryty jasnoróżową wargą.
Występuje na niżu południowo-wschodniej i środkowej Europy, w środowisku suchym – wzgórza, przydroża o podłożu bogatym w wapń (np. less), na roślinności wysokiej i zwartej zarówno zielnej jak na krzewach liściastych (np. na kolcowoju). Ze względu na częste koszenie trawników coraz częściej ostoją gatunku są właśnie gęste krzewy. W Polsce spotykany głównie na południu kraju.